# Mindy Robinson
Melinda Lynn Robinson (nacida el 14 de febrero de 1980) es una actriz estadounidense y personalidad de un programa de reality show. Robinson es conocida por aparecer como ella misma en los programas de televisión Take Me Out, King of the Nerds, Millionaire Matchmaker, y aparece en el video musical "Sexy and I Know It". También ha aparecido en las películas Abstraction, Pain & Gain, Casting Couch, Mantervention, V/H/S/2 y la comedia The Bet.
A menudo trabaja con su novio de mucho tiempo, el ex campeón de peso pesado de UFC y actor Randy Couture.
Robinson se postuló en las primarias republicanas para el tercer distrito del Congreso de Nevada en las elecciones de 2020, terminando tercero.

## Filmografía

### Películas
| Año  | Título                                  | Interpretó           | Notas               |
| ---- | --------------------------------------- | -------------------- | ------------------- |
| 2012 | The Haunting of Whaley House            | Candy Galore         |                     |
| 2013 | Captain Battle: Legacy War              | Anna                 |                     |
| 2013 | V/H/S/2                                 | Tabitha              | Segmento: "Tape 49" |
| 2013 | Casting Couch                           | Kristin Fox          |                     |
| 2013 | Bounty Killer                           | Estelle              |                     |
| 2013 | Abstraction                             | Jenny                |                     |
| 2013 | Fork You                                | Sandy                |                     |
| 2013 | Errores de mi vida                      | Patricia Cruz        | Video               |
| 2013 | Lizzie Borden's Revenge                 | Ashley               |                     |
| 2013 | Gingerdead Man vs. Evil Bong            | Phoebe               |                     |
| 2013 | Dracula: The Impaler                    | Ivina                |                     |
| 2013 | Helen Keller Had a Pitbull              | Suzy Barry           |                     |
| 2013 | Bloodsucka Jones                        | Vega                 |                     |
| 2014 | Chicks Dig Gay Guys                     | Mandy                |                     |
| 2014 | Burying the Ex                          | Mindy                |                     |
| 2014 | After School Massacre                   | Linda                |                     |
| 2014 | Alpha House                             | Abby                 | Video               |
| 2014 | The Coed and the Zombie Stoner          | Nurse Escandalo      |                     |
| 2014 | Getting Worse                           | Jenny                |                     |
| 2014 | Going to America                        | Nurse Betty          |                     |
| 2014 | Live Nude Girls                         | Amber                |                     |
| 2014 | Lost Angels                             | Veronica             |                     |
| 2014 | 7 Faces of Jack the Ripper              | Catherine            |                     |
| 2014 | The Oatmeal Man                         | Danielle             |                     |
| 2014 | Our Way                                 | Tory                 |                     |
| 2014 | Club Lingerie                           | Trisha               |                     |
| 2014 | The Bitch That Cried Wolf               | Maya                 |                     |
| 2015 | A Place Called Hollywood                | Rena                 |                     |
| 2015 | Road Hard                               | Kristi               |                     |
| 2015 | Evil Bong 420                           | Phoebe               |                     |
| 2015 | Sister Code                             | Tiffany              |                     |
| 2015 | Despair Sessions                        | Julia                |                     |
| 2015 | A Blood Story                           | Madison Sheffield    |                     |
| 2015 | Mansion of Blood                        | Shirley              |                     |
| 2015 | Bikini Model Academy                    | Gangina              | Video               |
| 2015 | All American Bikini Car Wash            | Tracy                |                     |
| 2015 | Samurai Cop 2: Deadly Vengeance         | Lauren Kimura        |                     |
| 2015 | Ballet of Blood                         | Sylvie               |                     |
| 2015 | Book of Fire                            | Lucilla              |                     |
| 2015 | Less Than a Whisper                     | Mrs. Sandra          |                     |
| 2016 | The Green Fairy                         | Green Fairy          | Documentary         |
| 2016 | Non-Stop to Comic-Con                   | Amber                |                     |
| 2016 | Always Shine                            | Candy                |                     |
| 2016 | Evil Bong: High 5                       | Phoebe               |                     |
| 2016 | Nasty Piece of Work                     | Nurse Lola           |                     |
| 2016 | Range 15                                | Eliza                |                     |
| 2016 | The Bet                                 | Kirsten Kelly Lucas  |                     |
| 2016 | The American Gandhi                     | Candy                |                     |
| 2017 | Check Point                             | Rebecca              |                     |
| 2017 | You Can't Have It                       | Karen                |                     |
| 2017 | Evil Bong 666                           | Lucy Furr            |                     |
| 2017 | Adrenochrome (Misirlou)                 | Maggie               |                     |
| 2017 | All About the Money                     | Vanessa              |                     |
| 2017 | You're Gonna Miss Me                    | Maxi Montana         |                     |
| 2017 | Adam K                                  | Det. Carli Mansfield |                     |
| 2017 | Bloodsucka Jones vs. The Creeping Death | Hanna Black          |                     |
| 2017 | Brides of Satan                         | Mary                 |                     |
| 2017 | Not So Fast My Tooth Is Loose           | Ashley               |                     |
| 2017 | The Doll                                | Leslie               |                     |
| 2018 | For the Hits                            | Tiff Nomorales       |                     |
| 2018 | Diverted Eden                           | Jenny                |                     |
| 2018 | Evil Bong 777                           | Phoebe               |                     |
| 2018 | Warfighter                              | Darla Pope           |                     |
| 2018 | 5th Passenger                           | Thea                 |                     |
| 2018 | Abaddon                                 | Mia Lewis            |                     |
| 2018 | The Dip Run                             | Ericka               | Filming             |
| 2019 | Ted Bundy Had a Son                     | Grace                | Post-production     |
| 2019 | The Immortal Wars: Resurgence           | Lauren               | Post-production     |
| 2019 | Mischief Upon Mischief                  | Morganne             | Post-production     |
| 2019 | Devotion                                | Wendy                | Pre-production      |
| 2019 | Christmas Cars                          | Evelyn Tisdale       | DVD                 |
| 2020 | Stand On It                             | Fred                 | DVD                 |
| 20?? | Bloody Island                           | Daisy                | Completed           |
| 20?? | Hallucinogen                            | Amanda               | Completed           |
| 20?? | White Zombie                            | Madame Pierrette     | Post-production     |
| 20?? | Chocolate Is Not Better Than Sex        | Hedda                | Post-production     |
| 20?? | Bleach                                  | Queen Isabella       | Post-production     |
| 20?? | Antidote                                | Sasha                | Post-production     |
| 20?? | The Kirkbride Project                   | Nancy                | Filming             |
| 2021 | Roe v. Wade                             | Ellen McCormack      |                     |
| 20?? | Street 2                                | Kate                 | Pre-production      |
| 20?? | Spike Smiley: Halloween Night           | Jen                  | Pre-production      |
| 20?? | Adrenochrome II                         | Vegas                | Pre-production      |

### Televisión
| Año         | Título                                           | Función              | Notas                                                  |
| ----------- | ------------------------------------------------ | -------------------- | ------------------------------------------------------ |
| 2011 – 2013 | Mi Roommate el                                   | Varios               | 4 episodios                                            |
| 2012        | King Bachelor Plataforma                         | El Bach es           | "Último Deseo", "Juegos de Hambre", "Sherlock Homeboy" |
| 2012        | Operación Repo                                   | Bianca               | "Abominación de libertad informativa"                  |
| 2012        | Nosotros las Personas con Gloria Allred          | Vivianne Morgan      | "No es Sobre la Ropa/Repo, Oh Hombre!"                 |
| 2012 – 2013 | Veronique Von Venom: Anfitriona de horror Hottie | Veronique Von Venom  | Función principal                                      |
| 2012 – 2014 | CSI: Investigación de Escena del delito          | Dahlia               | "Karma Para Quemar", "Backfire", "Amor para Venta"     |
| 2013        | Todavía 2 Ser Nombrado                           | Gina Peligro         | Película de televisión                                 |
| 2013        | Resto para el Malvado                            | Synthia              | "Socios"                                               |
| 2013        | Permuta King                                     | Sandy                | "Tazed Y Confundió"                                    |
| 2013        | Horror Haiku                                     | Sarah                | "Es Sólo un Juego"                                     |
| 2013        | Chelsea Últimamente                              | Diamond              | "7.165"                                                |
| 2013        | Mike y Corey en LaLa Tierra                      | Alegría de enfermero | "Alimentario"                                          |
| 2013        | Fox Shortcoms Hora de Comedia                    | Señora Roberts       | "Piloto"                                               |
| 2014        | Abajo con David                                  | Amber                | "Relish El Logrando", "Gracia"                         |
| 2014        | Profesor malo                                    | Elaine               | "Qué es Viejo Es Nuevo"                                |
| 2014        | Matador                                          | Kandy                | "Código Tarjeta Roja"                                  |
| 2014        | Timid Pimps                                      | Wheelchair Cindy     | "Recoge & Protege", "1.4"                              |
| 2016        | Hola California                                  | Kelly                | 4 episodios                                            |
| 2016        | Sharknado: El 4.º Despierta                      | Annie                | Película de televisión                                 |
| 2018        | Estoy Ofendido                                   | Mindy                | Película de televisión                                 |

### Web
| Año  | Título                           | Función         | Notas        |
| ---- | -------------------------------- | --------------- | ------------ |
| 2018 | Anarcho-Capitalismo: La Película | Ancla noticiosa | Cortometraje |